# Uneasy
Uneasy ist ein Jazzalbum von Vijay Iyer Trio mit Linda May Han Oh und Tyshawn Sorey. Die im Dezember 2019 im Oktaven Audio Studio, Mount Vernon, New York, entstandenen Aufnahmen erschienen am 9. April 2021 auf ECM Records.

## Hintergrund
Uneasy ist ein weiteres Piano-Trio-Album von Iyer nach Break Stuff (mit Stephen Crump und Marcus Gilmore) von 2015. Es ist gleichzeitig das Debütalbum dieser Gruppe mit dem Schlagzeuger Tyshawn Sorey und der Bassistin Linda May Han Oh. Das Trio spielte 2019 im Vorfeld dieser Studioaufnahme live. Tyshawn Sorey hatte bereits seit 20 Jahren mit Iyer gearbeitet; die beiden nahmen bereits gemeinsam das Album Blood Sutra 2003 auf und arbeiteten 2017 auch bei Iyers Far from Over zusammen. Linda Oh lernten die beiden Musiker kennen, als sie als Gastdozentin beim Banff International Workshop für Jazz und kreative Musik in Alberta tätig war, an dem Sorey und Iyer künstlerische Co-Leiter waren. Auf dem Album Uneasy spielte das Trio neun Stücke, darunter Überarbeitungen von Titeln aus dem Repertoire des Pianisten, wie Iyers frühe Komposition „Configurations“, neue Werke und Interpretationen von Cole Porters „Night and Day“, basierend auf McCoy Tyners Fassung auf Joe Hendersons Album Inner Urge (aufgenommen 1964) und „Drummer’s Song“, ein Stück, das von der Pianistin und Iyers Mentorin Geri Allen stammt.
Der Backbeat-Groove von „Combat Breathing“ erinne mit seinem lässigen 11/8-Metrum an Julius Hemphills Stück „Dogon A.D.“ von 1972, notierte Nate Chinen. Dies war ein Titel, den Iyers vorheriges Trio gecovert hatte. Iyer komponierte das Stück nach dem Tod von Eric Garner im Jahr 2014 inmitten von Protestwellen, die ihre Parallele in den Protesten der Bewegung Black Lives Matter 2020 fanden. Der Titeltrack von Uneasy, den Iyer 2011 mit der Choreografin Karole Armitage schuf, spielte ursprünglich auf die Widersprüche und Unterströmungen der Obama-Ära an, ein Jahrzehnt nach den Ereignissen des 11. September 2001.

## Titelliste

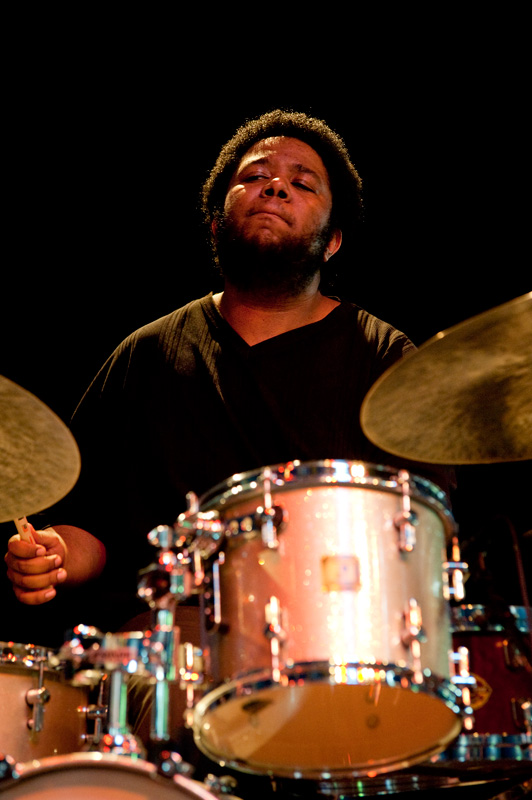
Tyshawn Sorey, moers festival 2010

- Vijay Iyer: Uneasy (ECM Records 2692, ECM Records 352 0696)[4]

1. Children of Flint 6:26
2. Combat Breathing 7:50
3. Night and Day (Cole Porter) 9:33
4. Touba (Mike Ladd) 7:17
5. Drummer’s Song (Geri Allen) 6:47
6. Augury 3:29
7. Configurations 9:27
8. Uneasy 9:11
9. Retrofit 6:40
10. Entrustment 5:06

Sofern nicht anders angegeben, stammen alle Kompositionen von Vijay Iyer.

## Rezeption
Nate Chinen schrieb in Pitchfork Media, jeder der Musiker auf „Uneasy“ habe der gesellschaftspolitischen Kritik beträchtliche Energie gewidmet; nichts an diesem Ausdruck repräsentiere einen neuen Impuls. Aber die Unmittelbarkeit, die von einem Moment zum nächsten im Zusammenhalt der Gruppe brenne, mache dieses Album besonders dringend. Und mit dieser Dringlichkeit komme wieder ein Bewusstsein für diese Kunst als Teil eines größeren laufenden Werkes. „Während der Bogen der Geschichte vorwärts und rückwärts schlingert, bleibt die Tatsache bestehen: Lokale und globale Kämpfe für Gleichheit, Gerechtigkeit und grundlegende Menschenrechte sind noch lange nicht vorbei“, zitiert er Vijay Iyer aus den Liner Notes zu Far From Over, seinem Sextett-Album 2017, welches auch Sorey vorstellte. Eine ungenutzte Studie aus diesem Projekt, „Retrofit“, gehöre zu den dynamischeren Stücken auf dem vorliegenden Album. j

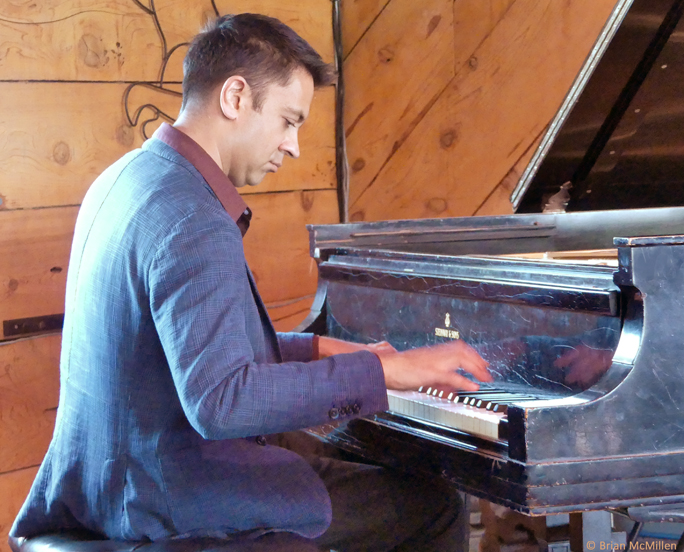
Vijay Iyer

In einem kürzlich geführten Gespräch über den Podcast Object of Sound des Schriftstellers Hanif Abdurraqib räumte Iyer ein, dass sich die Tradition des radikalen Denkens oft von der Hoffnung abgewandt habe, schrieb Chinen weiter. „Es besteht das Gefühl, dass Optimismus eine Falle ist“, überlegte Iyer. „Aber gleichzeitig gibt es keine Möglichkeit, Musik für andere zu machen, ohne ein Gefühl der Möglichkeit zu haben - Möglichkeit der Verbindung, Möglichkeit der Empathie, Möglichkeit einer gemeinsamen Zukunft.“ Die spannende Intensität des musikalischen Austauschs in Uneasy zeige, so der Autor, wie produktiv dieser Zwischenraum sein kann, wenn alle Beteiligten ihn als Herausforderung annehmen.
Nach Ansicht von John Bungey (London Jazz News) klinge dieses Trio bei ihrer Debütaufnahme wie eine Gruppe von Veteranen, dessen Fähigkeit, knifflige Metren zu behandeln und den Fokus spontan zu verschieben, eher dazu beitrage, der Musik zu dienen, als den Hörer zu verblüffen. Der neunminütige Titeltrack beginne in unruhiger Moll-Stimmung mit meditativem, besinnlichem Klavierspiel. Dies weiche schließlich einer lyrischen Passage von Linda Oh, die subtil von ihren Bandkollegen unterstützt werde. Die Energie baue sich dann in Wellen auf, wobei Iyer sich von zunehmend stürmischen Perkussion antreiben lasse, bis eine Art Ruhe herabkomme. Es sei eine Lösung, aber nicht gerade ein Happy End, so der Autor, der resümiert: „Aber wenn das Thema des Albums Unsicherheit ist, dann hat diese Unruhe ironischerweise ein äußerst selbstbewusst klingendes Trio inspiriert.“
Andrian Kreye begrüßt Uneasy in der Süddeutschen Zeitung als gelungenes „Experiment in Demokratie und Kommunikation“ und meint, dass die Beteiligten an diesem Album nicht nur „auf Augenhöhe“, sondern gleichberechtigt spielen würden. Es gäbe „kein Egotripping, keine Show. Hierarchien sind erledigt, und so schaffen die drei eine Form der ständigen Bewegung, aus der die einzelnen Elemente wie in den Mobiles von Alexander Calder immer neue Konstellationen bilden, ohne aus der Balance zu kommen.“ Insbesondere mache „die fast schon telepathische Kommunikation der drei miteinander“ das Album „so einzigartig.“ Würde man „Jazz nicht nur als Musik, sondern auch als Labor für Demokratie und Kommunikation betrachten“ können, so wäre Uneasy „ein exemplarisch gelungenes Album.“
Jackson Sinnenberg schrieb in JazzTimes, Uneasy könnte das definitive politische Werk dieses Jahres sein; doch diese Platte als rein politisch zu bezeichnen, wäre schmerzlich reduzierend. Obwohl Tracks wie das von Black Lives Matter inspirierte „Combat Breathing“, das Iyer 2014 zum ersten Mal spiele, oder die Whiplashing-Mikrosuite „Uneasy“, die die Turbulenzen des letzten Jahrzehnts verkörperten, verfolge das Trio hier etwas Größeres. Hier verwandle sich das Trio ständig, während es das Material erforsche. „Wenn sich Vergangenheit und Zukunft überschneiden, werden die Möglichkeiten der Gegenwart grenzenlos.“
Konstantin Rega (Treble) schrieb, wie bei seinem früheren Album Break Stuff (2015) arbeite dieses neue Trio von Vijay Iyer zusammen, um die guten Sachen aus einer einzigen Ader herauszuholen. Es sei eine zugänglichere Veröffentlichung des Pianisten, organisierter, melodischer, und basiere nicht so auf Improvisation wie einige seiner jüngsten Arbeiten. Iyer, Sorey und Oh würden die Stimmung, den Takt und den Gesamtkörper eines Songs gut zusammenhalten. In UnEasy hätten sie ein Ziel vor Augen und wüssten, wie sie mit flüssigen, synkopierten Bewegungen dorthin gelangen können – selbst wenn die meisten Tracks sechs bis neun Minuten lang seien, was keine leichte Aufgabe wäre. Mit diesem neuen Trio erhalte Iyers Kompositionskatalog neues Leben.
Thom Jurek verlieh dem Album in Allmusic vier Sterne. Giovanni Russonello The New York Times schrieb, der Pianist habe sich mit Linda May Han Oh und Tyshawn Sorey zusammengetan, um eine Platte aufzunehmen, die in einer Zeit der Tragödie und Unruhe entstand.
Michael J. West schrieb im Bandcamp Daily, Tyshawn Soreys Beitrag sei eine deutliche Erinnerung daran, dass dieser bei aller Originalität auch tief in die afroamerikanische rhythmische Tradition eingetaucht ist. Mit anderen Worten, er kann mit den Besten von ihnen swingen. Bei „Combat Breathing“ und „Drummer’s Song“ harmoniere er mit Iyers perkussivem Piano, erweise sich bei „Children of Flint“ und „Uneasy“ als zärtlicher Kontrast zur Bassistin Linda May Han Oh; und balanciere knifflige ungerade Metren mit Souveränität auf „Retrofit“. Auch während des gesamten Albums bleibe Sorey so aufmerksam gegenüber Klangfarben und Textur wie bei seinen eigenen Kompositionen.
Das Album wurde im August 2021 in die Vierteljahresliste des Preis der deutschen Schallplattenkritik aufgenommen.